# Colea colei
Colea colei là một loài thực vật có hoa trong họ Chùm ớt. Loài này được (Bojer ex Hook.) M.L.Green mô tả khoa học đầu tiên năm 1926.